# Región de Wadi Fira

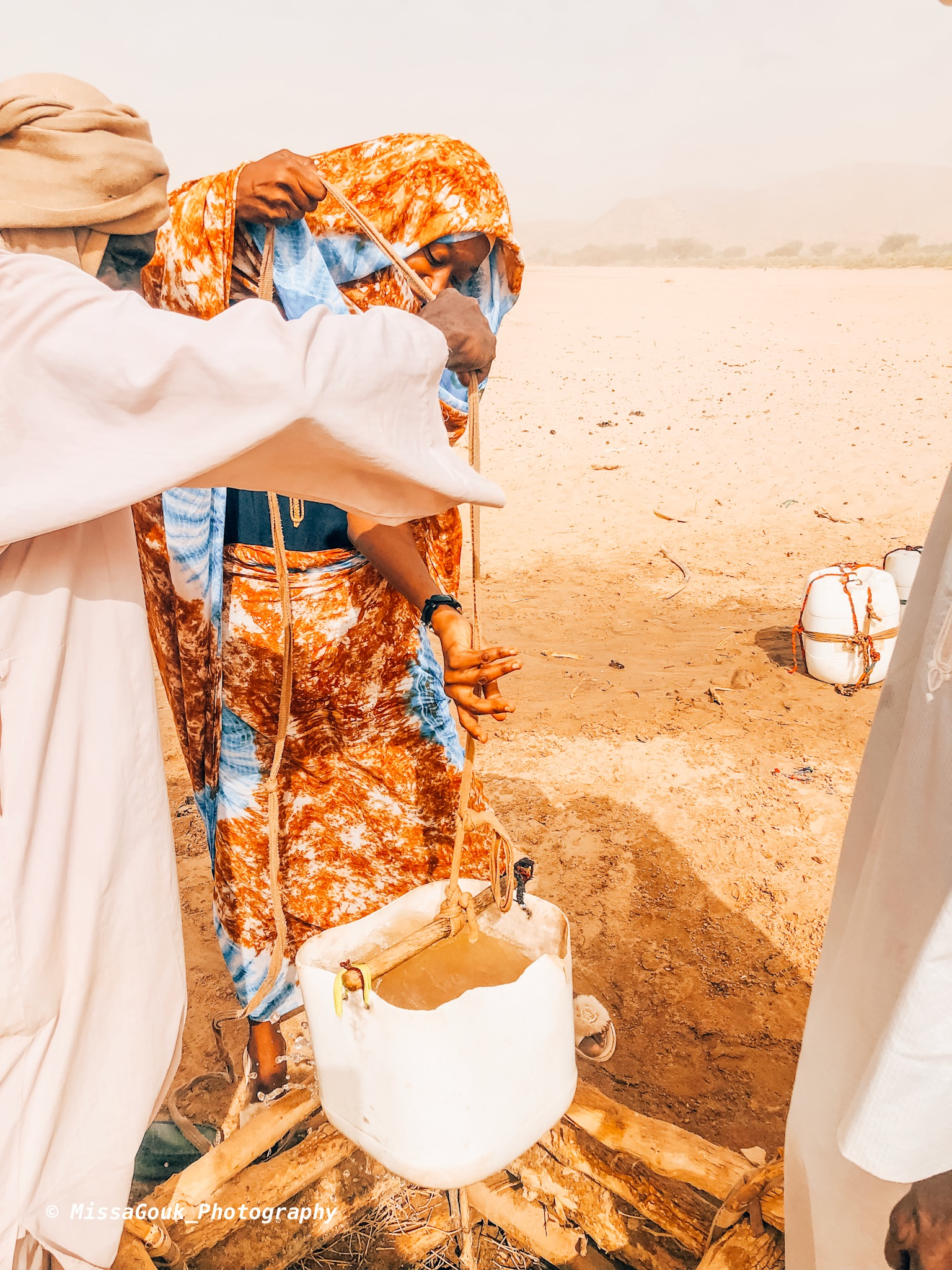
Escasez de agua.

La Región de Wadi Fira es una de las 23 regiones administrativas de la República de Chad. Su ciudad capital es la ciudad de Biltine. En la actualidad esta región se encuentra muy afectada por el Conflicto de Darfur. Posee límites internacionales con la República de Sudán. Tiene una superficie de 46.850 km², que en términos de extensión es similar a la de la República Dominicana.

## Departamentos
La Región de Wadi Fira se encuentra subdividida internamente en 4 departamentos:
| Departamentos | Ciudad Capital | Subprefecturas                                  |
| ------------- | -------------- | ----------------------------------------------- |
| Biltine       | Biltine        | Am-Zoer, Arada, Biltine, Mata                   |
| Dar Tama      | Guéréda        | Guéréda, Kolonga, Sérem-Birké                   |
| Iriba         | Iriba          | Dougouba, Iriba, Maïba, Ourba, Tiné Djarabara   |
| Mégri         | Matadjana      | Mardebe, Matadjana, Nanou, Ourda, Troa-ngna, Wé |

## Demografía
Posee una superficie de 46.850 km², a su vez, éstos albergan a un total de 262.000 habitantes (censo de 2007). Por ende, la densidad poblacional de esta región es de 5,6 residentes por cada kilómetro cuadrado, una de las más bajas de Chad.